# Portada/article octubre 21

## Lisa Gherardini
Lisa Gherardini (Florència, 15 de juny de 1479 – 15 de juliol de 1542) també coneguda com Lisa de la Gioconda, Lisa di Antonmaria Gherardini, i Monna Lisa, era membre de la família Gherardini originària de Florència a la regió de la Toscana. El seu nom va ser adjudicat al retrat Mona Lisa o La Gioconda, que havia estat encarregat pel seu espòs a Leonardo da Vinci i que correspon al Renaixement italià. Es coneix molt poc sobre la seva vida: va néixer a Florència, i durant la seva adolescència va contreure matrimoni amb un mercader de teixits i seda que anys més tard es va convertir en funcionari local. Va tenir cinc fills i va mantenir una vida de classe mitjana benestant i ordinària.